# Vera Bergkamp
Vera Alida Bergkamp (ur. 1 czerwca 1971 w Amsterdamie) – holenderska polityk, działaczka społeczna i samorządowa, parlamentarzystka, w latach 2021–2023 przewodnicząca Tweede Kamer.

## Życiorys
Córka Marokańczyka i Holenderki. Kształciła się w Hogeschool van Amsterdam (1990–1994), następnie do 1996 studiowała administrację publiczną na Wolnym Uniwersytecie w Amsterdamie. Pracowała jako konsultantka do spraw zarządzania, a także w Centraal Bureau Rijvaardigheidsbewijzen, instytucji publicznej zajmującej się kwestiami bezpieczeństwa ruchu drogowego. Pełniła m.in. funkcję zastępczyni jej dyrektora (2001–2004). W 2008 została dyrektorem do spraw zasobów ludzkich w Sociale Verzekeringsbank, instytucji odpowiedzialnej za zabezpieczenie społeczne. Była wiceprzewodniczącą (2008–2010) oraz przewodniczącą (2010–2012) organizacji LGBT COC Nederland.
Przystąpiła do ugrupowania Demokraci 66. W 2010 zasiadła w radzie dzielnicy Amsterdam-Centrum. W wyborach w 2012 po raz pierwszy uzyskała mandat posłanki do Tweede Kamer. Z powodzeniem ubiegała się o ponowny wybór w 2017 i 2021. 7 kwietnia 2021 została wybrana na nową przewodniczącą niższej izby Stanów Generalnych, pokonując w głosowaniu m.in. Khadiję Arib. Funkcję tę pełniła do grudnia 2023.

## Życie prywatne
Vera Bergkamp jest lesbijką. Zawarła związek małżeński, ma dwoje dzieci.